# Braintree
Braintree är en stad i grevskapet Essex i England. Staden är huvudort i distriktet med samma namn och ligger cirka 62 kilometer nordost om centrala London. Tätortsdelen (built-up area sub division) Braintree hade 41 634 invånare vid folkräkningen år 2011. År 1934 blev den en del av den då nybildade Braintree and Bocking. Braintree nämndes i Domedagsboken (Domesday Book) år 1086, och kallades då Branchetreu.